# Coppa del Generalissimo 1947-1948
La Copa del Generalísimo 1947-1948 fu la 44ª edizione della Coppa di Spagna. Il torneo iniziò il 14 settembre 1947 e si concluse il 4 luglio 1948. La finale si disputò allo Stadio Chamartín di Madrid dove il Siviglia conquistò il suo terzo titolo.

## Formula
La formula di questa edizione prevedeva scontri diretti di sola andata fino al sesto turno. A partire dagli ottavi di finale, le squadre si sfidavano in gare di andata e ritorno. Le squadre di Primera División e Segunda División erano qualificate direttamente per il quinto turno. In questa edizione, ci fu anche la finale di consolazione tra le due perdenti delle semifinali.

## Squadre partecipanti

### Primera División

#### 14 squadre
| - Alcoyano - Athletic Bilbao - Atlético Madrid - Barcellona - Celta Vigo | - Espanyol - Gimnàstic - Real Madrid - Real Oviedo - Real Sociedad | - Sabadell - Siviglia - Sporting Gijón - Valencia |

### Segunda División

#### 14 squadre
| - Badalona - Barakaldo - Castellón - Córdoba - Deportivo La Coruña | - Granada - Hércules - Levante - Maiorca - Malaga | - Valencia Mestalla - Racing Ferrol - Real Murcia - Real Valladolid |

### Tercera División

#### 112 squadre
| - Club Berbés - Pontevedra - Leonesa - Maestranza Aerea de León - Club Langreano - Real Betis - Atletico Saguntino - Torrelavega - SD Barreda Balompié - CD Logroñés - Maestranza Aerea de Logroño - Arenas Getxo - Indauchu - Arenas SD - Betanzos CF - CD Juvenil - Arsenal CF - Santiago CF - Arosa - Orensana - Club Lemos - Ponferradina - CD Tauste - Coria - UD Melilla - SD Escoriaza - Círculo Popular de La Felguera - Acero | - Atlético Baleares - Constància - Sant Andreu - SD España Industrial - Chamberi - Plus Ultra - Tomelloso - Gimnastico Alcazar - SG Abad - CF Palencia - Numancia - CD Tudelano - Real Saragozza - Sociedad de Burgos - Getxo - Albacete - Sestao Sport - Erandio - Osasuna - Cartagena FC - Elche - Alicante - Linense - Algeciras - Ceuta - Moghreb Tétouan - SG Lucense - Real Avilés | - CD Gijones - Rayo Cantabria - Santoña CF - Racing Santander - Mirandés - Real Juvencia - Caudal Deportivo - Atletico de Saragozza - CD Belchite - Granollers - Real Unión - CD Iliturgi - Júpiter - Igualada CF - Cadice - Imperial Murcia - CD Jutiva - CD San Fernando - Tolosa CF - Cieza - CD Izarra - CF Antequerano - Electromecanica CF - Cultural de Durango - Alavés - Huesca - Girona * Larache CF | - UD Sans - Real Ávila - Salamanca UDS - CD Talavera - Ferroviaria - Atletico de Zamora - UD San Martin - Reus - CD Segarra - UE Lleida - Cacereño - Manchego - Gimnastica Segoviana - Badajoz - Toledo - Crevillente CF - CD Sueca - Orihuela - Eldense - Tarrasa CF - Tortosa - CD Linares - UB Conquense - Recreativo Huelva - Calavera CF - CD Almoradi - Almería - Real Jaén |

## Primo turno
|                    | Risultato |                     | Ripetizione |
| ------------------ | --------- | ------------------- | ----------- |
| Pontevedra         | 8 - 0     | Berbés CF           |             |
| Leonesa            | 1 - 0     | MA de Léon          |             |
| Langreano CF       | 0 - 0     | Circulo Popular     | 0 - 2       |
| Torrelavega        | 2 - 1     | SD Barreda Balompié |             |
| CD Logroñés        | 4 - 3     | MA de Logroño       |             |
| Arenas Getxo       | 2 - 0     | Indauchu            |             |
| Arenas SD          | 3 - 1     | Escoriaza           |             |
| Atletico Saguntino | 3 - 0     | Acero               |             |
| Atlético Baleares  | 5 - 1     | Constància          |             |
| Sant Andreu        | 2 - 4     | España Industrial   |             |
| Chamberí           | 3 - 1     | Plus Ultra          |             |
| Tomelloso          | 3 - 1     | Gimnastico Alcazar  |             |
| Cartagena FC       | 1 - 0     | SG Abad             |             |
| Alicante           | 0 - 0     | Elche               | 2 - 4       |
| Linense            | 2 - 3     | Algeciras           |             |
| Ceuta              | 0 - 2     | Moghreb Tétouan     |             |

## Secondo turno
|                    | Risultato |                      | Ripetizione |
| ------------------ | --------- | -------------------- | ----------- |
| Santiago CF        | 5 - 3     | Arosa                |             |
| Pontevedra         | 3 - 1     | Orensana             |             |
| Club Lemos         | 4 - 2     | Ponferradina         |             |
| Real Juvencia      | 1 - 3     | Circulo Popular      |             |
| Leonesa            | 3 - 1     | Caudal Deportivo     |             |
| Badajoz            | 3 - 1     | Cacereño             |             |
| Almería            | 4 - 0     | CD Linares           |             |
| UB Conquense       | 1 - 2     | Chamberi             |             |
| Recreativo Huelva  | 6 - 2     | Calavera CF          |             |
| Real Avilés        | 3 - 1     | CD Gijones           |             |
| Torrelavega        | 3 - 0     | Rayo Cantabria       |             |
| Racing Santander   | 6 - 1     | Santoña              |             |
| Real Betis         | 2 - 0     | Coria                |             |
| Tomelloso          | 4 - 1     | Manchego             |             |
| Elche              | 4 - 2     | Eldense              |             |
| SG Lucense         | 9 - 0     | Betanzos CF          |             |
| Toledo             | 3 - 1     | Talavera             |             |
| Ferroviaria        | 0 - 2     | Albacete             |             |
| Imperial Murcia    | 7 - 0     | Cieza                |             |
| Erandio            | 2 - 1     | Sestao Sport         |             |
| Electromecanica    | 1 - 1     | CF Antequerano       | 1 - 3       |
| Reus               | 1 - 0     | Tortosa              |             |
| UE Lleida          | 4 - 0     | Tarrasa              |             |
| Osasuna            | 7 - 1     | Real Unión           |             |
| CD Logroñés        | 8 - 1     | CD Izarra            |             |
| CD Juvenil         | 3 - 1     | Arsenal CF           |             |
| SG de Burgos       | 4 - 0     | CF Palencia          |             |
| Arenas Getxo       | 3 - 1     | Getxo                |             |
| Cultural Durango   | 4 - 0     | Tolosa CF            |             |
| Atletico Saragozza | 3 - 2     | Huesca               |             |
| Arenas SD          | 3 - 0     | Belchite             |             |
| CD Segarra         | 2 - 1     | Atletico Saguntino   |             |
| CD Sueca           | 1 - 3     | Jativa               |             |
| Girona             | 6 - 1     | Granollers           |             |
| Júpiter            | 3 - 1     | Atlético Baleares    |             |
| Alavés             | 2 - 1     | Mirandés             |             |
| Numancia           | 1 - 0     | CD Tudelano          |             |
| Real Saragozza     | 4 - 0     | CD Tauste            |             |
| España Industrial  | 2 - 0     | UD Sans              |             |
| UD San Martin      | 3 - 2     | Igualada CF          |             |
| Moghreb Tétouan    | 4 - 3     | Algeciras            |             |
| Cadice             | 2 - 0     | San Fernando         |             |
| Real Ávila         | 7 - 0     | Gimnastica Segoviana |             |
| Atletico de Zamora | 3 - 1     | Salamanca UDS        |             |
| Almoradi           | 1 - 2     | Crevillente CF       |             |
| Cartagena FC       | 2 - 0     | Orihuela             |             |
| Real Jaén          | 2 - 1     | CD Iliturgi          |             |
| UD Melilla         | 1 - 3     | Larache CF           |             |

## Terzo turno
|                    | Risultato |                   | Ripetizione |
| ------------------ | --------- | ----------------- | ----------- |
| Cultural Durango   | 2 - 1     | Erandio           |             |
| Chamberi           | 3 - 6     | Toledo            |             |
| Real Betis         | 5 - 0     | Cadice            |             |
| SG Lucense         | 3 - 2     | Juvenil           |             |
| Pontevedra         | 6 - 0     | Santiago CF       |             |
| Leonesa            | 2 - 0     | Club Lemos        |             |
| Racing Santander   | 4 - 1     | Torrelavega       |             |
| Moghreb Tétouan    | 3 - 2     | Larache CF        |             |
| Crevillente CF     | 4 - 3     | Elche             |             |
| Reus               | 3 - 2     | CD Segarra        |             |
| Albacete           | 3 - 0     | Jativa            |             |
| Alavés             | 0 - 2     | Osasuna           |             |
| CD Logroñés        | 2 - 0     | Numancia          |             |
| Atletico Saragozza | 4 - 1     | Arenas SD         |             |
| UE Lleida          | 1 - 1     | Real Saragozza    | 1 - 0       |
| SG de Burgos       | 2 - 1     | Arenas Getxo      |             |
| Igualada           | 1 - 2     | UD Sans           |             |
| Júpiter            | 1 - 0     | Girona            |             |
| Circulo Popular    | 2 - 0     | Real Avilés       |             |
| Antequerano        | 2 - 1     | Almería           |             |
| Real Ávila         | 4 - 2     | Atletico Zamora   |             |
| Badajoz            | 3 - 1     | Recreativo Huelva |             |
| Imperial Murcia    | 4 - 3     | Cartagena FC      |             |
| Tomelloso          | 5 - 0     | Real Jaén         |             |

## Quarto turno
|                    | Risultato |                  | Ripetizione |
| ------------------ | --------- | ---------------- | ----------- |
| Real Betis         | 2 - 1     | Badajoz          |             |
| Antequerano        | 2 - 0     | Moghreb Tétouan  |             |
| Leonesa            | 1 - 0     | Circulo Popular  |             |
| Atletico Saragozza | 3 - 1     | CD Logroñés      |             |
| Reus               | 2 - 1     | UE Lleida        |             |
| SG Lucense         | 5 - 2     | Pontevedra       |             |
| Racing Santander   | 5 - 1     | Cultural Durango |             |
| Osasuna            | 4 - 1     | SG de Burgos     |             |
| UD Sans            | 2 - 0     | Júpiter          |             |
| Crevillente CF     | 1 - 1     | Imperial Murcia  | 0 - 1       |
| Toledo             | 4 - 2     | Real Ávila       |             |
| Tomelloso          | 5 - 0     | Albacete         |             |

## Quinto turno
|                     | Risultato |                 | Ripetizione |
| ------------------- | --------- | --------------- | ----------- |
| Real Madrid         | 1 - 0     | Córdoba         |             |
| UE Lleida           | 1 - 1     | Sabadell        | 2 - 5       |
| Leonesa             | 0 - 4     | Real Oviedo     |             |
| Racing Santander    | 1 - 5     | Sporting Gijón  |             |
| Maiorca             | 2 - 2     | Barakaldo       | 4 - 5       |
| Malaga              | 11 - 4    | Toledo          |             |
| Granada             | 4 - 1     | Real Betis      |             |
| SG Lucense          | 0 - 3     | Racing Ferrol   |             |
| Deportivo La Coruña | 5 - 2     | Osasuna         |             |
| Atletico Saragozza  | 0 - 3     | Real Sociedad   |             |
| Badalona            | 5 - 3     | UD Sans         |             |
| Real Valladolid     | 5 - 0     | Antequerano     |             |
| Valencia Mestalla   | 4 - 1     | Imperial Murcia |             |
| Tomelloso           | 1 - 1     | Alcoyano        | 1 - 2       |
| Castellón           | 4 - 3     | Hércules        |             |
| Real Murcia         | 3 - 0     | Levante         |             |

## Sesto turno
|                 | Risultato |                     |
| --------------- | --------- | ------------------- |
| Real Madrid     | 4 - 2     | Malaga              |
| Real Oviedo     | 4 - 1     | Deportivo La Coruña |
| Real Sociedad   | 2 - 0     | Sabadell            |
| Badalona        | 3 - 1     | Barakaldo           |
| Racing Ferrol   | 4 - 1     | Sporting Gijón      |
| Castellón       | 3 - 0     | Alcoyano            |
| Real Murcia     | 5 - 0     | Valencia Mestalla   |
| Real Valladolid | 4 - 1     | Granada             |

## Ottavi di finale
|                 | Risultato |                 | Andata | Ritorno |  |
| --------------- | --------- | --------------- | ------ | ------- |  |
| Racing Ferrol   | 2 - 6     | Celta Vigo      | 2 - 2  | 0 - 4   |  |
| Badalona        | 2 - 3     | Castellón       | 2 - 1  | 0 - 2   |  |
| Athletic Bilbao | 2 - 3     | Siviglia        | 2 - 1  | 0 - 2   |  |
| Gimnàstic       | 4 - 6     | Real Sociedad   | 2 - 3  | 2 - 3   |  |
| Valencia        | 7 - 0     | Real Valladolid | 6 - 0  | 1 - 0   |  |
| Espanyol        | 3 - 1     | Real Madrid     | 2 - 1  | 1 - 0   |  |
| Real Murcia     | 4 - 2     | Real Oviedo     | 2 - 0  | 2 - 2   |  |
| Atlético Madrid | 2 - 0     | Barcellona      | 2 - 0  | 0 - 0   |  |

## Quarti di finale
|                 | Risultato |             | Andata | Ritorno |  |
| --------------- | --------- | ----------- | ------ | ------- |  |
| Castellón       | 1 - 8     | Siviglia    | 1 - 1  | 0 - 7   |  |
| Atlético Madrid | 6 - 7     | Celta Vigo  | 5 - 5  | 1 - 2   |  |
| Espanyol        | 4 - 2     | Real Murcia | 2 - 0  | 0 - 0   |  |
| Real Sociedad   | 3 - 2     | Valencia    | 3 - 2  | 0 - 0   |  |

## Semifinali
|          | Risultato |               | Andata | Ritorno | Spareggio     |  |
| -------- | --------- | ------------- | ------ | ------- | ------------- |  |
| Espanyol | 3 - 3     | Celta Vigo    | 1 - 1  | 2 - 2   | 2 - 2 / 1 - 2 |  |
| Siviglia | 7 - 2     | Real Sociedad | 7 - 1  | 0 - 1   |               |  |

## Finale di consolazione
| Arbitro: | Asensi |

|                           |           |            |
| Segarra 51’ Munné 60’ 78’ | Marcatori | 76’ Gaston |

## Finale
| Arbitro: | Agustín Vilalta |

|                              |           |          |
| Mariano 18’ 49’ 73’ Arza 65’ | Marcatori | 6’ Muñoz |